# Graafschap Haspinga
Het graafschap Haspinga was een van de vier overblijfselen van de Haspengouw. In grote lijnen strekte Haspinga zich oorspronkelijk uit over een driehoek met als hoekpunten de plaatsen Montenaken, Hasselt en Herstappe.
Het graafschap Haspinga was omstreeks 950 in het bezit van Rudolf II van Haspinga. Deze bezat tevens andere domeinen, zoals het graafschap Hocht. Rudolfs (klein)zonen bestuurden de erflanden als condominium. Arnulf of Arnold heerste over het westelijke deel, Giselbert heerste over het oostelijke deel. Arnulf noemde zich naar Haspinga, Giselbert noemde zich naar zijn burcht (Borg)Loon. Wel was Loon een onderleen van Haspinga. Waarschijnlijk stierf Giselbert al vlak na 1031. Arnulf nam zijn deel over en bracht de twee delen samen, waardoor ten laatste bij zijn dood (±1040) het "graafschap Loon" ontstond.
Arnolf/Arnold en Giselbert hadden nog een broer, de latere prins-bisschop Balderik II van Luik. Mogelijk bewoog deze Arnulf ertoe om Haspinga (en dus ook haar onderleen Loon) in leen op te dragen aan de Luikse Sint-Lambertuskathedraal (24 januari 1040). Dit procedé pasten plaatselijke leenheren vaak toe om zich te verzekeren van militaire bescherming van een andere leenheer, op dat moment prins-bisschop Nithard van Luik.
Op de westgrens van Haspinga/Loon, vlak bij Sint-Truiden, ontstond het kleine graafschap Duras. Het lag uiteindelijk ingeklemd tussen het graafschap Loon en het hertogdom Brabant en werd dan ook door beide gebieden opgeëist. In 1203 werd het uiteindelijk een leen van Loon.